# M&T Bank Stadium
M&T Bank Stadium Stadium is een American football-stadion in de Amerikaanse stad Baltimore (Maryland). Het stadion opende zijn deuren in 1998. De Baltimore Ravens zijn de vaste bespelers van het stadion. Het stadion ligt vlak naast Oriole Park at Camden Yards, de thuisbasis van het honkbalteam Baltimore Orioles.

## CONCACAF Gold Cup
Dit stadion is verschillende keren uitgekozen als gaststadion tijdens een toernooi om de Gold Cup, het voetbaltoernooi voor landenteams van de CONCACAF. Tijdens de Gold Cup van 2013 en 2015 was dit stadion een van de stadions zijn waar voetbalwedstrijden werden gespeeld.
| № | Datum        | Wedstrijd                      | Uitslag | Gold Cup    | Toeschouwers |
| - | ------------ | ------------------------------ | ------- | ----------- | ------------ |
| 1 | 21 juli 2013 | Verenigde Staten – El Salvador | 5 – 1   | Kwartfinale | 70.540       |
| 2 | 21 juli 2013 | Honduras – Costa Rica          | 1 – 0   | Kwartfinale | 70.540       |
| 3 | 18 juli 2015 | Verenigde Staten – Cuba        | 6 – 0   | Kwartfinale | 37.994       |
| 4 | 18 juli 2015 | Haïti – Jamaica                | 0 – 1   | Kwartfinale | 37.994       |